# ゴードン・コンウェル神学校
ゴードン・コンウェル神学校（ゴードン・コンウェルしんがっこう、英語: Gordon-Conwell Theological Seminary）は、アメリカ合衆国マサチューセッツ州ハミルトンにある超教派の神学校。ノースカロライナ州のシャーロットにも分校がある。

## 歴史
1889年にアドニラム・ジャドソン・ゴードンによって設立されたマサチューセッツ州ウェンハムのゴードン・カレッジと、1884年にラッセル・コンウェルによって設立されたペンシルバニア州フィラデルフィアの元テンプル大学であったコンウェル神学校(1888)が、1969年に合併して超教派の神学校として設立された。

## 学長
- 1969年 ハロルド・オッケンガ　最初の学長。オケンガはニューイングランド地方で、ハーバード大学やボストン大学の自由主義神学への福音主義による強い発言を求めていた。
- 1981年 バート・クーリーが学長になる。
- 1997年 ウォルター・カイザーが学長になる。
- 2006年 エメリー・ホワイトが学長になる。
- 2007年 ハッドン・ロビンソンが学長になる[2]。
- 2009年 デニス・ホリンガーが学長になり現在に至る。

## 卒業生
- スティーブン A.ヘイナー 1948-2015、コロンビア神学校の元会長、牧師、教授、InterVarsity Christian Fellowshipの元会長
- ティモシー・ケラー 1950-、牧師
- ベン・ウィザリントン3世 1951- 、聖書学者、アズベリー神学校の新約聖書研究の教授
- ロバート・M・プライス 1954-、神学者、作家、キリスト神話理論で注目
- スコット・ハーン 1957-　、　（カトリック神学者）[3]
- ティモシー・テネン 1959-　、 アズベリー神学校の学長

### 日本の卒業生
- 宮村武夫 1939-2019、　元沖縄聖書神学校校長、元日本センド派遣会総主事。現在、宇都宮キリスト集会牧師、クリスチャントゥデイ編集長。
- 木下和好 1946-　、　ＮＨＫラジオ・ＴＶ「Dr. Kinoshitaのおもしろ英語塾」教授
- 鞭木由行 1950-　、（聖書宣教会校長）
- 岡山英雄 1954 -　、聖書宣教会教師・終末論 東松山福音教会牧師
- 島先克臣 1954 -　、　日本聖書協会
- 遠藤嘉信 1959 - 2007（元聖書宣教会教師）
- 戸村力 東京大学法学部卒、大月福音キリスト教会牧師、青梅キリスト教会牧師
- 田村将 聖書宣教会教師
- リトル・デール聖書宣教会教師
- 吉平敏行 日本キリスト教会 雲雀ヶ丘伝道所牧師
- 内山茂生 小川キリスト教会 牧師
- バックホルツ美穂 東京ライフチャーチ牧師
- 柳 榮起 VERBAL（歌手）1975-
- 豆生田陽 町田クリスチャンセンター 伝道師